# 翼を風に乗せて 〜fly away〜
翼を風に乗せて〜fly away〜（つばさをかぜにのせて フライ・アウェイ）は、DEENの25thシングル。

## 作品解説
- 元々はクラシックスシリーズ第三弾「Classics Three SAKURA～」として「Teenage dream」「LOVE FOREVER」の春（SAKURA）をイメージにリアレンジしたバージョンとともにリリースされる予定だったが、DEENの25thシングル「翼を風に乗せて〜fly away〜」としてリリースされた。久々のTOP10入りを果たした。
- 本来の「Classics Three SAKURA～」に収録予定だった「LOVE FOREVER」は、 break7と8のメドレーでサビのみ演奏されている。
- 今作発売後にDEENがビーイングから離脱したため、今作がBERG レーベルから発売される最後の作品となった。

## 収録トラックス
1. 翼を風に乗せて〜fly away〜
  - 作詞:池森秀一　作曲:鈴木寛之　編曲:DEEN
2. 桜の下で逢いましょう
  - 作詞:池森秀一　作曲:山根公路　編曲:DEEN
3. 翼を風に乗せて〜fly away〜 (Instrumental)
4. 桜の下で逢いましょう (Instrumental)

## 収録アルバム
- 『UTOPIA』(#1、Al Schmitt MIX)
- 『DEEN PERFECT SINGLES +』(#1)
- 『Another Side Memories〜Precious Best〜』(#2)
- 『DEENAGE MEMORY -20周年記念ベストアルバム-』(#1)
- 『DEEN The Best FOREVER 〜Complete Singles +〜』(#1)

## PV

### 出演
- 小市慢太郎

## 参加ミュージシャン

### DEEN
- 池森秀一：ボーカル
- 山根公路：キーボード
- 田川伸治：ギター

### サポート
- 沼澤尚(#1,#2)：ドラム
- 宮野和也(#1,#2)：ベース
- 大平勉(#1,#2)：キーボード
- 佐々木史郎(#2)：トランペット
- 河合わかば(#2)：トロンボーン
- 伊東由貴(#1,#2)、大井実夏(#1,#2)：ヴァイオリン
- 中村里子(#1)：ヴィオラ，森田香織(#1.)：チェロ
- 宮澤貴子(#2)：フルート
- 入日茜(#1.,#2)、鈴木寛之(#1)：バックアップ・ボーカル

## タイアップ
- 中京テレビ『スポーツスタジアム』2003年4月度エンディングテーマ。
- テレビ朝日系列『奇跡の扉 TVのチカラ』エンディングテーマ。